# Fincias (pintor)

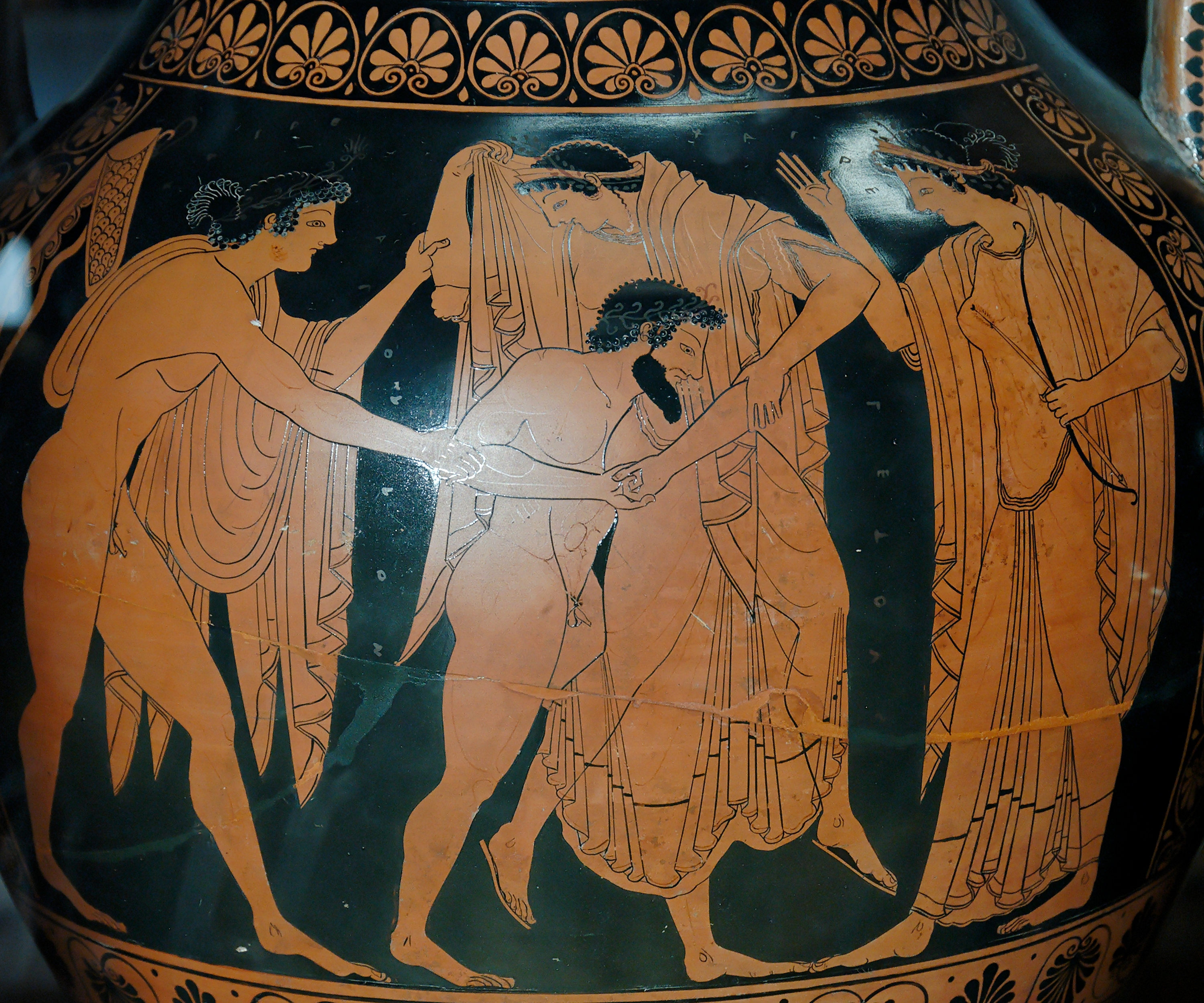
El rapto de Leto por Ticio, cara A de una ánfora de Fincias, ca. 515 a. C., Museo del Louvre

Fincias (en griego antiguo: Φιντίας) fue un alfarero griego y pintor de vasos de figuras rojas, activo aproximadamente desde el año 520 al 500 a. C.
Alfarero y pintor de vasos ateniense del último cuarto del siglo VI a. C., fue junto con Eufronio y Eutímides, uno de los representantes más importantes del grupo pionero que pintaban vasos con la técnica de figuras rojas (trabajaron en estrecho contacto en el distrito alfarero ateniense, estimulándose y superándose mutuamente). Se le han atribuido unos diecisiete vasos de diversas formas (también según el estilo), siete de los cuales firmó como pintor (la caligrafía de sus firmas varía, ya que no era especialmente culto).
El uso que hacía de líneas en relieve, en lugar de esmaltes diluidos, y su afición por representar ropajes eran típicos de este período temprano de la pintura de vasos de figuras rojas. Sus figuras se reconocen por la longitud y la pronunciada curva del ojo y el perfil casi cóncavo de la nariz. Otros rasgos característicos son los contornos dibujados del cabello, los dedos y los pies largos. El arqueólogo suizo Hansjörg Bloesch ha sugerido que muchos de los vasos que pintaba fueron suministrados por el destacado alfarero Cacrilión, quien también hizo vasos para un pintor al que John Beazley llamó el Pintor del Beso (por su representación de un joven y una joven a punto de besarse).

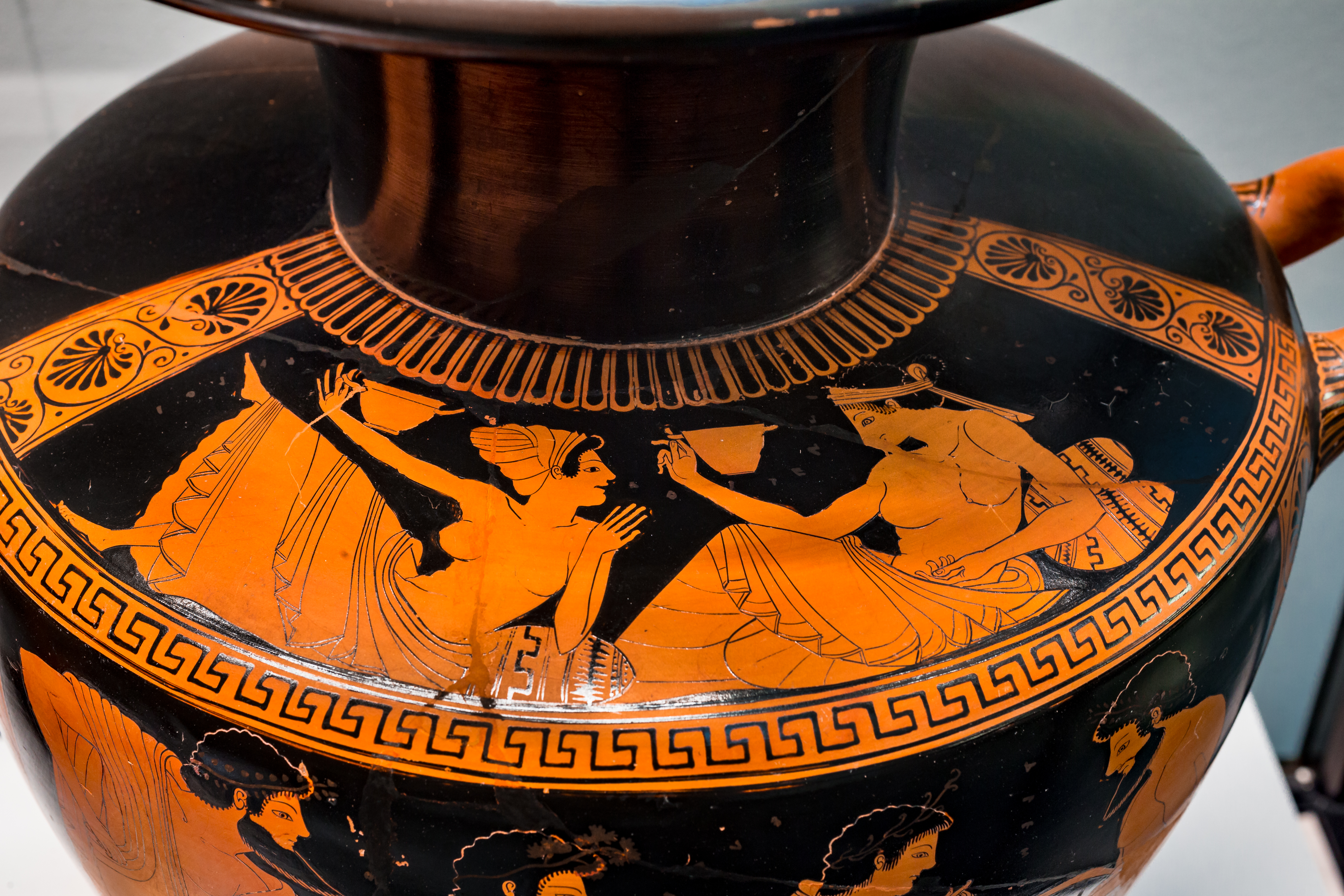
Hidria ática de figuras rojas que representa a dos heteras jugando al cótabo en un simposio, firmada por el pintor Fincias, ca. 510-505 a. C., Staatliche Antikensammlungen, Múnich.

Su obra más antigua se considera el kílix de Múnich (Antikensammlungen, 2590, Múnich), datado en torno al 520 a. C., firmado por él como pintor y Deiniades como alfarero. Este kílix representa a Heracles luchando con el gigante Alcioneo en un lado, y a Heracles y Apolo luchando por el trípode en el otro. La Copa de Múnich es sin duda notable, pero en términos de ejecución técnica aún no es tan madura como sus obras posteriores (todas sus demás obras parecen no tener relación con esta primera obra, que era estilísticamente más cercana a las pinturas de vasos del pintor Psiax).
Entre sus obras más conocidas se encuentra una hidria de figuras rojas (Staatliche Antikensammlungen und Glyptothek - 2421, Múnich), datada alrededor del 510 a. C., que representa una escena escolar en el cuerpo (vasija) y un simposio en el hombro. A diferencia de la mayoría de las escenas escolares, todas las figuras llevan nombre. El maestro es Esmiquito, el niño menor Tlempolemo, el oyente Demetrio y el estudiante que toca la lira Eutímides. Es comprensible que muchos la vieran como un "retrato" del pintor de vasos Eutímides, quien fue colocado aquí por un compañero pintor. Sin embargo, es difícil imaginar que Eutímides y otros pintores de vasos tuvieran acceso a tal educación; incluso si tenían alguna formación en gramática para escribir inscripciones, la mousiké (música) sin duda se asociaba con la élite. Una escena del simposio muestra a dos heteras jugando al cótabo (un juego que consiste en lanzar el vino sobrante que queda en el fondo de una copa poco profunda llamada kylix a varios objetivos).

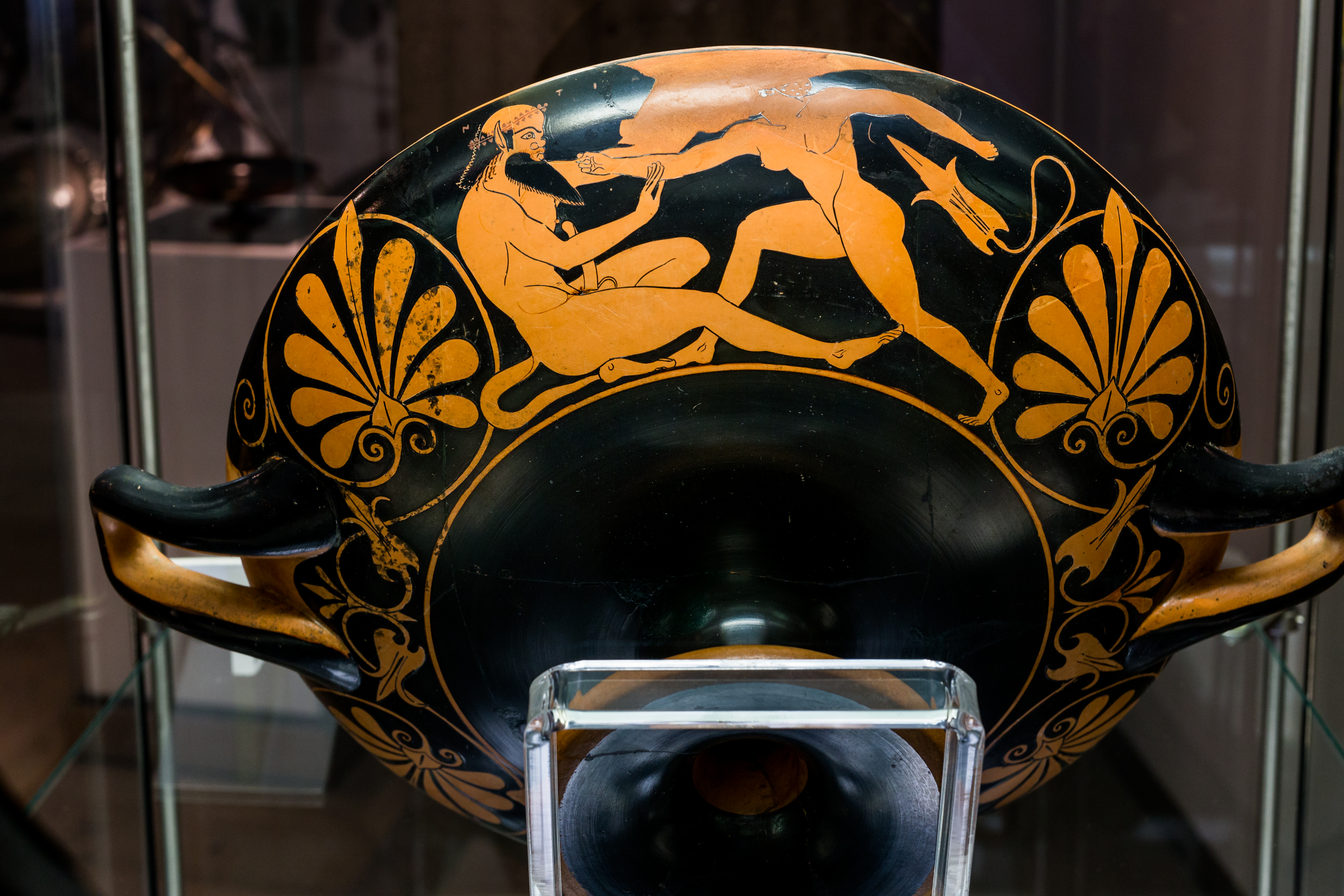
Kílix ático de figuras rojas que representa a una muchacha desnuda (probablemente una ménade) atacando a un sátiro sentado en el suelo (una inversión humorística de la situación habitual en la que los sátiros atacan a las ménades). Pintor: Fincias (firmado tres veces), c. 510 a. C., Badisches Landesmuseum 63/104.

Firmó las tres escenas con la inscripción «ΦΙΝΤΙΑΣ ΕΓΡΑΦΕΝ» («FINTIAS EGRAFSEN – Fincias pintó»), representadas en un kílix de figuras rojas (Badisches Landesmuseum 63/104, Karlsruhe), datado aproximadamente del 510 a. C. Este kílix representa escenas dionisíacas en los lados exteriores, entre grandes palmetas desplegadas en las asas. Aquí, un sátiro está a punto de arrebatarle la lira a un joven absorto en su interpretación. En el lado opuesto de la copa hay una joven desnuda (al parecer una ménade) que ataca al sátiro. Dentro de la copa (en el tondo) se representa un centauro armado con una roca y un tronco de árbol.
Fintias también era alfarero. Firmó un kílix tipo B y dos aríbalos como alfarero, y se le atribuyen varios vasos más (también basándose en la técnica de elaboración). Estudios recientes del estilo pictórico y los perfiles de los vasos atribuidos a Fincias han demostrado que trabajó en el mismo taller que Eutímides y el pintor Diceo, y que probablemente formó a varios artistas importantes, incluyendo al Pintor de Cleofrades y al Pintor de Berlín, para quienes pudo haber realizado varios vasos.